# Parmenides

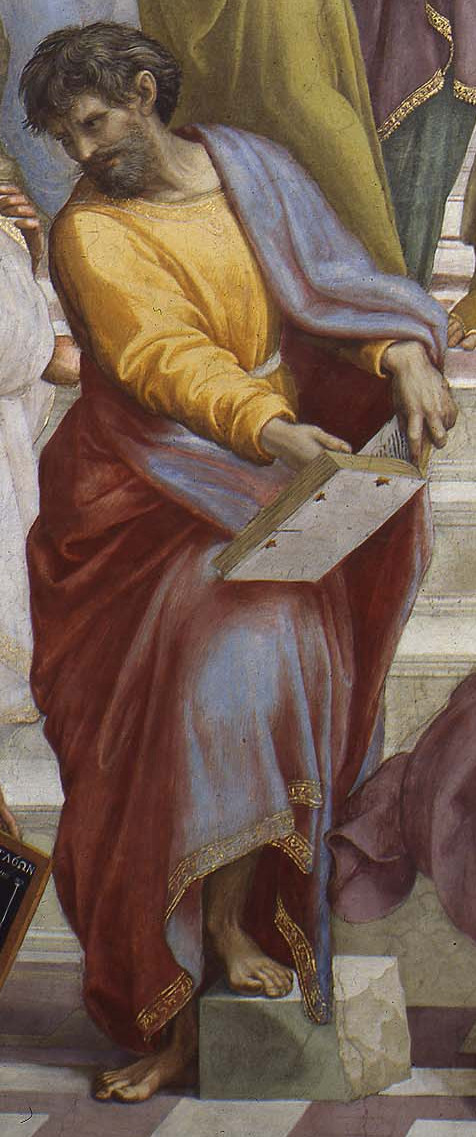
Parmenides in Raffaels Fresko Die Schule von Athen (1510–1511)

Parmenides von Elea (griechisch Παρμενίδης Parmenídēs; * um 520/515 v. Chr.; † um 460/455 v. Chr.) war einer derjenigen griechischen Philosophen, für die Hermann Diels die Bezeichnung Vorsokratiker prägte. Er lebte in Elea, einer von Griechen gegründeten Stadt in Süditalien, und gilt als ein Hauptvertreter der eleatischen Schule.

## Leben
Die oben genannten Geburts- und Sterbedaten des Parmenides sind ungesichert. Auch dass er, Plutarch zufolge, in Elea als Gesetzgeber aufgetreten sein soll, kann nicht belegt werden. Antike Quellen geben an, dass Parmenides ein Schüler des Xenophanes sowie der Lehrer des Zenon von Elea und des Melissos war. Auch dafür existieren keine Beweise. Laut Diogenes Laertios soll Parmenides zwar Vorträge des Xenophanes gehört haben, doch dürften eher die Ergebnisse der kritischen Reflexion von dessen Lehre Eingang in das Werk des Parmenides gefunden haben, als dass er dessen Gedanken darin fortführte. Die Meinung, es sei unmöglich, sicheres Wissen zu erlangen, wie sie Xenophanes vertrat, ist für diese Annahme das Hauptargument. Dagegen bezeichnet Diogenes Laërtius den Parmenides als Schüler des Pythagoräers Ameinias.
Ein Hinweis auf die Lehrer-Schüler-Verbindung zwischen Parmenides und Zenon wird in Platons Dialog Parmenides gegeben, in welchem Platon Parmenides und Zenon gemeinsam auftreten lässt. Der Verlauf des Dialogs jedoch, in dem Parmenides die Untersuchung seiner Lehre auf dieselbe Art durchführt, die in anderen platonischen Dialogen Sokrates anwendet, sowie der Umstand, dass der Dialog zu Aporien führt, die ungelöst bleiben, lässt die tatsächliche Teilnahme des Parmenides zweifelhaft erscheinen, was auch den Hinweis Platons auf die Verbindung zwischen Parmenides und Zenon zur Spekulation macht.
Parmenides gilt als Lehrer von Leukipp.

## Werk
Parmenides hat ein einziges, sehr kurzes Werk verfasst. Die Kenntnis dieses Werkes verdanken wir der Überlieferung einzelner Fragmente durch Simplikios, Sextus Empiricus, Theophrast, Plutarch und andere Philosophen.
In der Rezeption wird das Werk als Lehrgedicht bezeichnet und mit dem Titel Über die Natur (Περὶ φύσεως) versehen. Diesbezügliche Autorisationen durch den Verfasser existieren ebenso wenig wie für die von verschiedenen Interpreten vorgenommene Gliederung der parmenideischen Schrift in die drei Teile: Proömium, Aletheia und Doxa.
Des Weiteren herrscht in der Rezeption die Meinung vor, das Werk des Parmenides sei lediglich in Fragmenten erhalten geblieben, was mit einiger Sicherheit jedoch nur von dem Teil gesagt werden kann, der von verschiedenen Interpreten als Doxa bezeichnet wird.

### Inhalt
Das Werk beginnt mit dem Bericht des Erzählers von einer Reise, die ihn bis vor das Tor führt, durch welches die Pfade von Tag und Nacht verlaufen und das von Dike, der Göttin der Gerechtigkeit, bewacht wird. Nachdem Dike dem Erzähler Einlass gewährt hat, wird er von einer namenlosen Göttin begrüßt, die von nun an allein das Wort führt. Sie erklärt ihm zunächst, dass ihn sein Wandeln fernab von den üblichen Pfaden der Menschen an diesen Ort geführt habe, weshalb sie ihm nunmehr offenbaren werde, was es einerseits über die Wahrheit an Sicherem zu sagen gibt und was andererseits den Sterblichen wahr zu sein scheint. Mit Sicherheit, so fährt die Göttin fort, muss gesagt werden, dass das Seiende (t’eon, ta eonta) ist, das Nicht-Seiende (mê eonta) hingegen nicht. Das Seiende, so die Göttin, sei vollendet und gänzlich unveränderbar. Die Möglichkeit einer Veränderung oder Zerstörung sei undenkbar und somit sei die Annahme irgendeiner Form der Veränderung des Seienden bloße Meinung (doxa) und somit purer Schein, was sie in den Gegensatz einer Erfassung des Seienden durch die Vernunft setzt.
Mit verschiedenen Ansätzen wiederholt die Göttin im Weiteren diese Einsicht und entwirft dabei ein Bild des Seienden als eines unentstandenen, unteilbaren, in sich gleichartigen Ganzen, dessen Vollkommenheit mit der einer Kugel verglichen wird. Nachdem die Göttin ihre Rede über die Wahrheit des Seins abgeschlossen hat, folgen einige Sätze zu dem, was in den Meinungen der Menschen wahr zu sein scheint. Aufgrund der Aneinanderreihung dieser Sätze entsteht in der Tat der Eindruck, dass es sich bei ihnen um erhalten gebliebene Bruchstücke einer ursprünglich umfangreicheren Aufzeichnung handelt.
Die Auffassung, dass eine Veränderung oder Zerstörung des Seienden undenkbar ist, bzw. dass aus Nichtseiendem nichts anderes als eben Nichtseiendes hervorgehen kann, wird oft mit der Formel Ex nihilo nihil („Aus Nichts wird Nichts“) zusammengefasst.

### Die Göttin und der Jüngling
Die Göttin, die von der Begrüßung des Jünglings bis zum Ende der Schrift allein das Wort führt, ist namenlos. Dieser Umstand sowie die Tatsache, dass während der Rede der namenlosen Göttin sämtliche weiteren Gottheiten als beschreibende Begriffe und nicht als handelnde Personen auftreten, zeigen, dass der philosophische Inhalt im Vordergrund steht.
Handelnde Gottheiten finden sich nur im sogenannten Proömium, das den Weg zur Lehre beschreibt, nicht die Lehre selbst und somit in der Vorstellungswelt der Sterblichen verbleibt. In ihrer Rede zur Aletheia wird diese Vorstellungswelt von der Göttin scharf kritisiert. So erklärt sich auch die Namenlosigkeit der Göttin, denn der Inhalt ihrer Rede ließ es schlicht nicht zu, ihr einen Namen zu geben, der in der Vorstellungswelt der Griechen bereits präsent war – also zu der Welt gehörte, die sie in ihrer Rede als unwahr ausschloss. Ihr einen Namen aus der antiken Götterwelt zu geben, hätte dazu geführt, dass sie sich selbst in jener Scheinwelt verortet hätte, die sie dem Jüngling zu meiden riet.
In Die Philosophie im tragischen Zeitalter der Griechen schreibt Friedrich Nietzsche: „Parmenides hat, wahrscheinlich erst in seinem höheren Alter, einmal einen Moment der allerreinsten, durch jede Wirklichkeit ungetrübten und völlig blutlosen Abstraktion gehabt […].“ Nietzsche war der Meinung, dass Parmenides zuerst der Weltbeschreibung des Anaximander anhing. Erst in seinem höheren Alter habe er jenen abstrakten Moment gehabt und niedergeschrieben. Der Doxa-Teil dieser Schrift ist für Nietzsche eine Reminiszenz des Parmenides an seine frühere Auffassung. Dem stehen zwei Einwände entgegen. Zunächst gibt es keine Meinungsäußerung Parmenides’ außer jener, die er in seiner einzigen Schrift ausdrückt. Der viel stärkere Einwand ergibt sich aber aus dieser Schrift selbst. Denn die Göttin begrüßt ihren Besucher nicht als vielerfahrenen, weisen Mann, sondern sie begrüßt ihn so: „ὦ κοῦρ' ἀθανάτοισι συνάορος ἡνιόχοισιν, ἵπποις ταί σε φέρουσιν ἱκάνων ἡμέτερον δῶ, χαῖρ'...“ („O Jüngling, unsterblicher Zügelhalterinnen Gefährte, der du mit den Rossen, die dich in unser Haus brachten, hier ankommst, sei gegrüßt...“) Das Wort „κοῦρ'“, ungebeugt „κοῦρoς“, „Kuros“, deutsch „Jüngling“, das die Göttin benutzt, ist laut Helmuth Vetter „ein Wort aus der Mysterienliteratur [...]. Wesentlich ist hier, dass der Mensch, der etwas gesehen hat und sich deshalb mit allem ihm nur möglichen Einsatz auf eine gefährliche Reise einlässt [...], zum Kuros wird, sobald ihm die Göttin begegnet und auf die Notwendigkeit hinweist, sich allem, was sie nun sagen wird, auszusetzen.“

### Nichtsein und Sein
Die auf dem Ausschluss des Nichtseins beruhende Beschreibung des Seins bei Parmenides lässt keine Deutungen dieses Seins innerhalb der klassischen Ontologie zu. Das Sein des Parmenides ist nicht Eines und es ist nicht Einheit. Dieses Sein ist Eins im Sinne von Allein, im Sinne von ausschließlich vorhanden. Es gibt außer diesem Sein nichts anderes. Nicht nur der Nachweis der Unmöglichkeit eines Nichtseins als natürlich vorhandenes, auch die Beschreibung des Begriffs Nichtsein als bloße Abstraktion – im Sinne einer Ableitung aus dem Begriff Sein – weisen Sein als einziges, als alleiniges natürliches Gebilde nach. Sein ist Eins (= 1).
Nichtsein ist nicht, und der Begriff Nichtsein ist bloße Abstraktion aus dem Begriff Sein. Aber auch als Abstraktion bleibt der Begriff Nichtsein leer. Ihm kann keinerlei Beschreibung beigefügt werden, da er keine Ableitung aus der Natur erfährt. Wie auch immer jemand Nichtsein beschreiben wollte, sämtliche Komponenten dieser Beschreibung müssten zwangsläufig seiend sein und somit zu einem Widerspruch führen. Denn eine Aneinanderreihung seiender Attribute kann nicht Nichtsein beschreiben. Beschreibbar ist einzig und allein Sein.
Ausschließlich als Eins (= 1) treffen auf dieses Sein sämtliche Attribute zu, die von der Göttin aufgezählt werden: „Unentstanden“, „Unvergänglich“, „Unteilbar“, „Unörtlich“, „Unzeitlich“, „Jetzt, hier und zugleich“. Dieses Sein ist ein Präsens, von dem es sinnlos wäre, zu behaupten, es wäre immerwährend oder ewig, da ein durch obige Attribute beschriebenes Sein chronologische Kategorien ausschließt.
Die Göttin erklärt dem Jüngling, dass dieses Sein weder vorstellbar, noch beobachtbar oder sonst wie sinnlich wahrnehmbar ist. Es ist nur denkbar: „τὸ γὰρ αὐτὸ νοεῖν ἐστίν τε καὶ εἶναι.“ („Dasselbe aber ist Denken und Sein.“) Dieser Satz der Göttin stellt klar, dass „Denken“ die einzige Möglichkeit ist, sich des Seins zu vergewissern. Diese Vergewisserung ist dem Kuros vorbehalten, der vor der Göttin steht. Der Weg, der ihn dorthin führt, ist von sinnlicher Erfahrung, von Imagination, von Spekulation, von logischen Erwägungen, von mathematischen Berechnungen oder ähnlichem gekennzeichnet. Führt ihn dieser Weg zu einem Ergebnis, das ihn als Kuros qualifiziert, zeigt ihm die Göttin „...das unerschütterliche Herz der wirklich überzeugenden Wahrheit...“ – das Sein. „Dasselbe aber ist Denken und Sein.“ Sie erläutert dem Kuros, dass der Moment der Offenbarung des Seins der einzige Moment ist, in dem von „Denken“ die Rede sein kann. Dessen Identität (τὸ αὐτὸ) mit dem Sein ist notwendig, da es nichts neben dem Sein gibt. Ausschließlich die Erkenntnis, dass dem so ist, definiert in der Rede der Göttin die menschliche Tätigkeit „denken“.
Daher kann mit „Dasselbe aber ist Denken und Sein.“ nicht „Alles, was gedacht werden kann, ist auch.“ gemeint sein. Zunächst, weil das zutrifft, was in diesem Abschnitt erläutert wurde. Sodann, weil nur Sein ist und es demnach auch das einzige ist, was gedacht werden kann. Und ferner, weil sowohl Denken als auch Vernunft in der Rede der Göttin wohl definiert werden. Sie in anderer Weise, etwa als Imagination, Phantasie, Spekulation o.ä., zu verwenden, ließe sich nicht durch den Text des Parmenides begründen. Imaginationen, wie z. B. ein Einhorn oder ein Wagenrennen auf dem Wasser, sind also nicht „denken“, sondern „imaginieren“. Sie sind vorhanden (als Imagination), aber nicht gedacht im Sinne des parmenideischen „Denkens“.

### Medizinische Bedeutung
Von Parmenides, der auch als bedeutender Vertreter der Westgriechischen Medizin gilt, stammt der Satz: „Gib mir die Macht, Fieber zu erzeugen, und ich heile jede Krankheit!“ Während die Seinslehre des Parmenides die abendländische Metaphysik prägte, waren seine kosmologischen Vorstellungen von der Welt als Mischung zweier gegensätzlicher Elementarprinzipien (Licht, Feuer und Wärme gegenüber Nacht, Erde und Kälte) die Grundlage naturphilosophischer Konzepte späterer Philosophen wie Empedokles und in Folge der antiken und mittelalterlichen Humoralpathologie bis hin zur Krasenlehre.
Wie Alkmaion, Empedokles und hippokratische Ärzte, nahm er im Gegensatz zu Aristoteles an, dass bei der Zeugung beide Geschlechtspartner „Samen“anteile beisteuern.

## Rezeption
Mit Blick auf den religiösen Kontext von Parmenides’ Werk haben einige Forscher, darunter Alexander P. D. Mourelatos, Charles H. Kahn und Peter Kingsley, in Deutschland Klaus Heinrich und zuerst Martin Heidegger, die rein philosophische Deutung des Parmenides in Zweifel gezogen. Sie meinen, man habe bislang dem apokalyptischen Kontext zu wenig Beachtung geschenkt, in den Parmenides seine Darlegungen gestellt habe. Daher sei seine Lehre auf eine Weise gedeutet worden, die dem ursprünglichen Werk nicht gerecht werde.
Unbestritten ist der Einfluss des Parmenides auf Platon, über den Parmenides maßgeblich die abendländische Philosophie beeinflusst hat. Platon selbst nennt ihn „unseren Vater Parmenides“ und lässt ihn in seinem Parmenides-Dialog auftreten, wo er sich dialektisch mit Sokrates auseinandersetzt. Im Dialog Theaitetos erklärt Sokrates, Parmenides sei unter allen Weisen der Einzige gewesen, der bestritten habe, dass alles Bewegung und Veränderung sei.
1995 wurde der Asteroid (6039) Parmenides nach ihm benannt.

## Textausgaben und Übersetzungen
- Parmenides: Sein und Welt. Die Fragmente neu übersetzt und kommentiert von Helmuth Vetter. Mit einem Anhang von Alfred Dunshirn über neue Literatur zu Parmenides. Verlag Karl Alber, Freiburg/München 2016, ISBN 978-3-495-48801-0.
- Die Vorsokratiker Bd. 2: Parmenides, Zenon, Empedokles. Griechisch-lateinisch-deutsch, ausgew., übers. und erl. v. Maria Laura Gemelli Marciano (= Sammlung Tusculum). Akademie Verlag, Düsseldorf 2009, ISBN 978-3-05-006019-4.
- Hermann Diels: Parmenides. Lehrgedicht. Mit einem neuen Vorwort von Walter Burkert und einer revidierten Bibliographie von Daniela de Cecco (= International Pre-Platonic Studies. Bd. 3). Academia, Berlin 2003 (zuerst 1897, Digitalisat im Internet Archive).
- Ernst Heitsch: Parmenides. Die Fragmente. Griechisch-Deutsch. Hrsg., übersetzt und erläutert. Artemis und Winkler, Zürich 1995, ISBN 3-7608-1570-7.
- Uvo Hölscher: Parmenides. Vom Wesen des Seienden. Die Fragmente griechisch und deutsch. Hrsg., übersetzt und erläutert. Suhrkamp, Frankfurt am Main 1969.
- Allan Coxon: The Fragments of Parmenides. A Critical Text With Introduction and Translation, the Ancient Testimonia and a Commentary. Van Gorcum, Assen 1986.
  - Allan Coxon: The Fragments of Parmenides. Revised and Expanded Edition. Edited with new Translations by Richard McKirahan and a new Preface by Malcolm Schofield. Parmenides Publishing, Las Vegas 2009, ISBN 978-1-930972-67-4, (online).
- Geoffrey S. Kirk, John E. Raven, Malcolm Schofield (Hrsg.): Die vorsokratischen Philosophen. Einführung, Texte und Kommentare. Metzler, Stuttgart 1994, S. 263–289.
- Jaap Mansfeld: Die Fragmente des Lehrgedichts. Übersetzung und Gliederung. Reclam, Stuttgart 1985.
- Kurt Riezler: Parmenides. Übersetzung, Einführung und Interpretation. 4., unveränd. Aufl. Text Griechisch-Deutsch. Mit einem Nachwort von Hans-Georg Gadamer. Klostermann, Frankfurt am Main 2017, ISBN 978-3-465-04302-7.
- Leonardo Tarán: Parmenides. A text with translation, commentary, and critical essays. Princeton 1965.
- Raphael: Parmenides. Über die Anordnung der Natur. Pomaska-Brand, Schalksmühle 2012, ISBN 978-3-935937-99-3.
- Hans Zimmermann: Fragmente (griech., deutsch)
- Fragmente (Memento vom 26. Februar 2019 im Internet Archive): Über die Natur (deutsch)
- Werke von Parmenides bei Zeno.org. (deutsch)
- Le poeme de Parmenide (Memento vom 16. August 2010 im Internet Archive) griech., engl., franz.; Texte des Lehrstuhls der Geschichte der Philosophie Antike und Mittelalter, Universität von Babeș-Bolyai-Universität Cluj, Siebenbürgen, Rumänien; (pdf; 129 kB).
- Egon Gottwein: Textauswahl zur Vorsokratischen Philosophie
- Drei parallele Übersetzungen des Lehrgedichts (zwei Englisch, eine Deutsch)